# Swallow Gadabout
De Swallow Gadabout is een Britse  historische scooter, gebouwd door Swallow Coachbuilding Co., Walsall (1948-1951). Swallow was een Brits zijspanmerk dat ook scooters met 123 cc Villiers-motor bouwde.
In 1945 begon de vliegtuigontwerper Frank Rainbow met het ontwerp van een scooter, die in 1946 als Swallow Gadabout op de markt kwam. De scooter had een frame van stalen buizen en werd aangedreven door een Villiers 9D 125 cc tweetaktmotor met luchtkoeling en met drie versnellingen. De motor werd al snel te warm, waardoor men geforceerde luchtkoeling ging toepassen. 
In 1950 verscheen een nieuwe versie met een Villiers 10D 122 cc motor en drie voetgeschakelde versnellingen. De Gadabout Commercial had een Swallow transportzijspan en was bedoeld voor kleine ondernemers en als bezorgvoertuig voor winkeliers. 
De meeste Britse motoren en auto's die kort na de Tweede Wereldoorlog gebouwd werden, waren bedoeld voor de export, om de Britse economie vlot te trekken. De Gadabout was echter bestemd voor de thuismarkt, en werd ingezet voor dienstverlening, zoals politie en andere hulpverleners.
De concurrentie van grote scooterproducenten als Vespa en Lambretta was echter te groot en in het begin van de jaren vijftig werd de productie van de Swallow scooters beëindigd. 